# Repsol Honda
Repsol Honda — офіційна заводська команда, що виступає у чемпіонаті світу з шосейно-кільцевих мотоперегонів MotoGP, утворена у співробітництві іспанської нафтової компанії «Repsol YPF» та японського виробника мотоциклів «Honda Racing Corporation». Гонщики команди завоювали 11 титулів чемпіонів світу (4 Мік Дуейн, 2 Валентіно Россі, 2 Марк Маркес, по одному Алекс Крівіль, Нікі Хейден та Кейсі Стоунер) та понад 100 перемог на етапах Гран-Прі. Прийнято вважати, що «Repsol Honda» — це команда із найбільшим бюджетом у чемпіонаті MotoGP.

## Історія
У 1995 році команда увійшла в чемпіонат MotoGP з мотоциклом Honda NSR500 та трьома гонщиками у складі: Мік Дуейн, Алекс Крівіль та Шинічі Іто. У першому ж сезоні Мік Дуейн виграв чемпіонат (для себе вдруге поспіль), здобувши сім перемог на етапах; Алекс Крівіль закінчив сезон четвертим з однією перемогою, в той час як Шинічі Іто посів п'яте місце в загальному заліку.
Команда збільшила своє представництво до чотирьох мотогонщиків у 1996 році — Мік Дуейн і Алекс Крівіль їздили на Honda NSR500, а Тадаюкі Окада і Шинічі Іто сіли на Honda NSR500V. Мік Дуейн виграв свій третій чемпіонат світу з 8-ми перемогами на етапах, Алекс Крівіль зайняв друге місце з двома перемогами; Тадаюкі Окада фінішував сьомим, а Шинічі Іто — дванадцятим.
Чотири гонщики представляли Repsol Honda і в 1997 році: Мік Дуейн, Алекс Крівіль і Тадаюкі Окада на Honda NSR500, а Такума Аокі — на Honda NSR500V. Команда виграла всі 15 гонок сезону: 12 перемог здобув Мік Дуейн (перевершивши рекорд Джакомо Агостіні за кількістю перемог на етапах у одному сезоні), завоювавши титул чемпіона світу; Алекс Крівіль виграв два етапи; ще на одному тріумфував Тадаюкі Окада. Гонщики Repsol Honda зайняли всі місця на подіумі на чотирьох етапах.
У 1998 році Мік Дуейн, Алекс Крівіль і Тадаюкі Окада продовжувли їздити на Honda NSR500; до них приєднався Сете Жібернау на Honda NSR500V. Мік Дуейн продовжив домінування в чемпіонаті з 8-ма перемогами і був коронований титулом чемпіона світу п'ятий раз на Гран-Прі Австралії у Філіп-Айленд, перед його рідними шанувальниками. Алекс Крівіль закінчив сезон третім у загальному заліку з 2-ма перемогами, Тадаюкі Окада фінішував восьмим, а Сете Жібернау — одинадцятим.
Склад команди залишився незмінним на 1999 рік: Мік Дуейн, Алекс Крівіль і Тадаюкі Окада продовжували їздити на Honda NSR500, Сете Жібернау — на Honda NSR500V. Під час кваліфікації на Гран-Прі Іспанії, п'ятиразовий чемпіон світу Мік Дуейн був серйозно травмований у аварії і змушений був пропустити залишок сезону та, зрештою, оголосити про завершення кар'єри гонщика. Алекс Крівіль виграв шість гонок і здобув титул чемпіона світу. Тадаюкі Окада закінчив сезон третім у загальному заліку із трьома перемогами на етапах. Сете Жібернау, який отримав Honda NSR500 після травми Дуейна, фінішував п'ятим в загальному заліку.
Алекс Крівіль, Тадаюкі Окада і Сете Жібернау представляли команду у 2000 році на Honda NSR500. 2000 рік був важким роком для команди Repsol Honda. Алекс Крівіль отримав лише одну перемогу і фінішував дев'ятим в загальному заліку. Тадаюкі Окада закінчив одинадцятим, а Сете Жібернау — п'ятнадцятим.
У 2001 році Repsol Honda була представлена Алексом Крівілем та Тору Укава. Сезон був не набагато кращим, ніж у 2000 році. Алекс Крівіль здобув лише 2 подіуми і закінчив сезон восьмим. Тору Укава посів десяте місце з одним подіумом у сезоні.
У 2002 році відбувся дебют нового класу MotoGP. До команди приєднався діючий чемпіон світу Валентіно Россі, разом з Тору Укавою вони сіли на новий байк Honda RC211V. Валентіно Россі домінував в сезоні та здобув титул чемпіона світу. Тору Укава посів третє місце в загальному заліку.
Наступного року місце Тору Укави зайняв Нікі Хейден. Валентіно Россі з дев'ятьма перемогами на етапах став чемпіоном світу в третій раз поспіль. Нікі Хейден фінішував п'ятим.
Після виходу з команди Валентіно Россі, ветеран Гран-Прі Алекс Баррос приєднався до Нікі Хейдена у 2004 році. Баррос закінчив сезон четвертим, Хейден знову став п'ятим. Обидва гонщики в сезоні здобували подіуми, але гонки не вигравали.
У 2005 році Repsol Honda була представлена Максом Бьяджі та Нікі Хейденом. Нікі Хейден здобув свою першу перемогу в MotoGP на своїй домашній гонці, Гран-Прі Сполучених штатів у Лагуна Сека, посівши третє місце в загальному заліку. Макс Бьяджі був п'ятим в чемпіонаті з чотирма подіумами.
У 2006 році до Нікі Хейдена приєднався чемпіон світу у класі 250cc Дані Педроса. Хейден лідирував у чемпіонаті протягом більшої частини сезону, але на португальському Гран-Прі партнер по команді Педроса з необережності врізався в нього. Обидва гонщики вибули з гонки і Валентіно Россі перехопив лідерство в чемпіонаті. В останній гонці сезону, Россі впав з мотоцикла. Хейден спокійно закінчив гонку на третій позиції і став чемпіоном світу. Дані Педроса фінішував у чемпіонаті п'ятим.
Той же склад команди залишився на 2007 рік. Команда використовувала новий мотоцикл Honda RC212V. Він не мав очікуваного успіху відразу, але в кінці сезону його результати були покращені. Дані Педроса здобув дві перемоги на етапах і закінчив сезон на другому місці. Нікі Хейден закінчив сезон восьмим у загальному заліку.
У 2008 році Дані Педроса і Нікі Хейден залишились у команді. Протягом сезону Педроса перейшов на шини Bridgestone і в боксі команди була встановлена стіна між гаражами Педроси і Хейдена, щоб запобігти спостереженню за даними шин. Стіна між гаражами в одній команді була вперше застосована на початку сезону між Россі і його партнером по команді Хорхе Лоренцо.
У 2009 році напарником Педроси став Андреа Довіціозо. Цей рік ознаменувався повним домінуванням гонщиків команди «Fiat Yamaha Team» Валентіно Россі (який став чемпіоном) та Хорхе Лоренсо. Педроса посів в результаті третє місце, а Довіціозо — шосте.
У 2010 році Дані Педроса внаслідок травми Валентіно Россі зміг вклинитись між гонщиками Ямахи, посівши друге місце в підсумку. Андреа Довіціозо був п'ятим в загальному заліку.
В наступному сезоні до команди приєднався Кейсі Стоунер, який у першому ж сезоні виступів за Repsol Honda став чемпіоном світу; Довіціозо став третім, Педроса — четвертим. 2011 рік був одним із найвдаліших для команди за час її виступів у чемпіонаті. Honda зайняла перше місце серед команд-виробників.
У 2012 році команду залишив Андреа Довіціозо. Гонщики пересіли на мотоцикл нової розробки — Honda RC213V. На початку сезону розгорілася запекла боротьба за лідерство у чемпіонаті між обома гонщиками «Repsol Honda» Дані Педросою та Кейсі Стоунером, а також пілотом команди «Fiat Yamaha Team» Хорхе Лоренсо. У середині чемпіонату Стоунер зазнав аварії та вибув з перегонів на три етапи, що позбавило його шансів на титул. Педроса з Лоренсо продовжували боротьбу до передостаннього етапу. І хоча Педроса штампував перемоги на останніх етапах, проте прикре падіння та різниця в очках не дозволили йому наздогнати Хорхе Лоренсо. У підсумку, Дані Педроса посів друге місце, Кейсі Стоунер — третє. Проте Honda все одно зайняла перше місце серед команд-виробників.
У сезоні 2013 за команду виступали іспанці Дані Педроса та Марк Маркес (діючий чемпіон світу у класі Moto2), що зайняв місце Кейсі Стоунера, який завершив кар'єру професійного гонщика. З перших етапів Гран-Прі гонщики «Repsol Honda» включились у боротьбу за чемпіонство з обома пілотами «Yamaha Factory Racing» Хорхе Лоренсо та Валентіно Россі. Загалом вони виграли половину гонок сезону —9: на шістьох перемогу святкував Марк Маркес, Педроса — на трьох. Це дозволило Honda виграти чемпіонат виробників, а Маркесу — здобути перемогу у заліку спортсменів, ставши наймолодшим чемпіоном світу в 65-річній історії MotoGP.
10 лютого 2014 року відбулось урочисте святкування з нагоди 20-річчя співпраці «Repsol YPF» з «Honda Racing Corporation». За цей час гонщики команди десять разів ставали чемпіонами світу у «королівському» класі, здобували перемоги у 124 індивідуальних гонках та 338 разів фінішували у призовій трійці.
У сезоні 2014 домінування Марка Маркеса в класі продовжилось: він виграв перших 10 гонок поспіль, загалом здобувши 13 перемог та 13 поулів у 18 Гран-Прі сезоні, та став чемпіоном світу вдруге поспіль. Ще 1 перемогу здобув Дані Педроса. Це дозволило «Repsol Honda» здобути також перемогу у заліку команд.
В сезоні 2015 домінуванню «Repsol Honda» у класі настав кінець — її гонщики здобули лише 7 перемог у 18 гонках, вдовольнившись у загальному заліку лише 3-4 місцями, що дозволило команді зайняти лише 2-ге місце загального заліку.

### Статистика виступів у MotoGP
| Сезон | Клас   | Назва команди     | Мотоцикл     | №  | Гонщик       | Гонки | Пер | Под | ПП | НК | ОГ  | МГ | Очки | Місце |
| ----- | ------ | ----------------- | ------------ | -- | ------------ | ----- | --- | --- | -- | -- | --- | -- | ---- | ----- |
| 2013  | MotoGP | Repsol Honda Team | Honda RC213V | 26 | Дані Педроса | 17    | 3   | 13  | 2  | 4  | 300 | 3  | 634  | 1     |
| 2013  | MotoGP | Repsol Honda Team | Honda RC213V | 93 | Марк Маркес  | 18    | 6   | 16  | 9  | 11 | 334 | 1  | 634  | 1     |
| 2014  | MotoGP | Repsol Honda Team | Honda RC213V | 26 | Дані Педроса | 18    | 1   | 10  | 1  | 2  | 246 | 4  | 608  | 1     |
| 2014  | MotoGP | Repsol Honda Team | Honda RC213V | 93 | Марк Маркес  | 18    | 13  | 14  | 13 | 12 | 362 | 1  | 608  | 1     |
| 2015  | MotoGP | Repsol Honda Team | Honda RC213V | 7  | Хіросі Аояма | 3(5)  | 0   | 0   | 0  | 0  | 5   | 25 | 453  | 2     |
| 2015  | MotoGP | Repsol Honda Team | Honda RC213V | 26 | Дані Педроса | 15    | 2   | 6   | 1  | 0  | 206 | 4  | 453  | 2     |
| 2015  | MotoGP | Repsol Honda Team | Honda RC213V | 93 | Марк Маркес  | 18    | 5   | 9   | 8  | 7  | 242 | 3  | 453  | 2     |

## Зовнішні посилання
- Сторінка команди [Архівовано 16 грудня 2013 у Wayback Machine.] на офіційному сайті Repsol YPF (англ.)
- [Архівовано 21 січня 2013 у Wayback Machine.] Офіційний сайт Honda для команди мото Гран-Прі (англ.)